# Shake It Up (album)
Pour les articles homonymes, voir Shake It Up.
Albums de The Cars
Panorama
(1980) Heartbeat City
(1984)
Shake It Up, sorti en 1981, est le quatrième album studio du groupe de new wave américain The Cars.
L'album est certifié 2 fois disque de Platine aux États-Unis.

## Historique
L'album est enregistré dans les propres studios des Cars, les Syncro Sound Studios à Boston, connus précédemment sous le nom d'Intermedia Studio.
Produit par le producteur de Queen, Roy Thomas Baker, il sort le 6 novembre 1981 sur le label Elektra / Asylum Records.

## Accueil critique
Le site AllMusic attribue 3 étoiles à l'album. Selon le critique musical Tim Sendra d'AllMusic « Après le succès de leurs trois premiers albums, les Cars avaient suffisamment d'argent en banque pour pouvoir construire leur propre studio d'enregistrement à Boston, et c'est là qu'ils ont enregistré leur quatrième album, Shake It Up, en 1981. Cette nouvelle configuration a permis aux Cars d'avoir plus de temps pour peaufiner leur son, mais a également signifié qu'une grande partie de l'album a été enregistrée séparément par chaque membre du groupe, au lieu d'être dans la même pièce. Bien que ce ne soit pas un problème sur les grands succès de l'album, le pensif Since You're Gone et le stupide titre principal, d'autres chansons de l'album sonnent un peu vides et mécaniques, remplies de boîtes à rythmes métalliques, d'effets sonores bizarres et de peu d'inspiration ».

## Titres
Tous les titres ont été composés par Ric Ocasek excepté This Could Be Love, composé par Ric Ocasek et Greg Hawkes,.

### Face 1
1. Since You're Gone - 3:30
2. Shake It Up (en) - 3:32
3. I'm Not the One - 4:12
4. Victim of Love - 4:24
5. Cruiser - 4:54

### Face 2
1. A Dream Away - 5:42
2. This Could Be Love - 4:26
3. Think It Over - 4:56
4. Maybe Baby - 5:04

## Musiciens
- Ric Ocasek : chant, guitare rythmique
- Elliot Easton : guitare solo
- Benjamin Orr : basse, chant sur Cruiser, This Could Be Love et Think it Over
- Greg Hawkes : claviers
- David Robinson : batterie

## Certification comme disque de Platine
| Pays              | Ventes    | Certification | Date       |
| ----------------- | --------- | ------------- | ---------- |
| États-Unis (RIAA) | 2 000 000 | 2 × Platine   | 17/12/2001 |